# Terreiro Rumpame Ayono Runtólogi
O Terreiro Rumpame Ayono Runtólogi é um templo de candomblé de nação Jeje-Maí e tem como patrono o Vodum Azansú. O terreiro foi fundado em 1952 e está localizado na cidade de Cachoeira, no estado brasileiro da Bahia. É um patrimônio material estadual, tombado pelo Instituto do Patrimônio Artístico e Cultural da Bahia (IPAC), na data de 7 de novembro de 2006, sob o processo de n.º 002/2006, bem como patrimônio imaterial estadual, inscrito no Livro do Registro Especial dos Espaços destinados a Práticas Culturais Coletivas, no ano de 2014, sob o processo de n.º 0607120026099/12.

## História

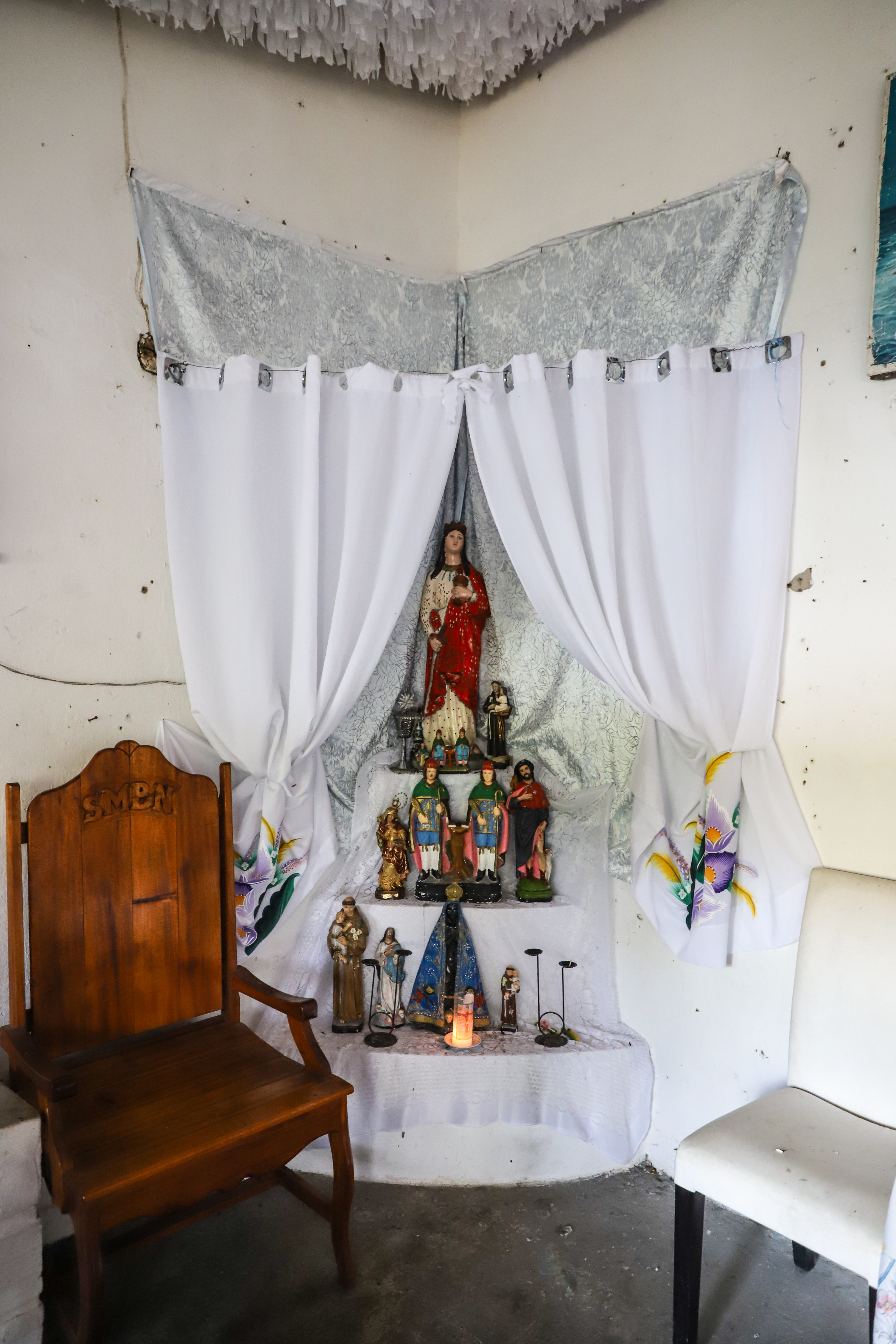
Interior

O Terreiro Rumpame Ayono Runtólogi foi fundado em 1952 na cidade de Salvador, por Luiza Franquelina da Rocha, conhecida como gaiaku Luiza. No ano de 1963, Luiza Franquelina comprou a Antiga Fazenda Tororó, na cidade de Cachoeira e transferiu o terreiro para o novo imóvel, onde permanece até os dias atuais.
Com a morte da fundadora gaiaku Luiza em 2005, o terreiro entrou em recesso por um ano e meio, e reabriu em 2007 para celebrações públicas, com Regina Maria da Rocha sendo a nova gaiaku da casa.
No ano de 2020, o Terreiro Rumpame Ayono Runtólogi, juntamente com os terreiros Asepò Eran Opé Olùwa (Viva Deus), Ilê Axé Itaylê, Ilê Axé Ogunjá, Inzo Nkosi Mukumbi Dendezeiro, Ogodô Dey, Aganju Didê-Ici Mimó, Loba’Nekun Casa de Oração, Loba’Nekun Filho e Raiz de Ayr, foi contemplado com novecentos mil reais, através do projeto "Salvaguarda Patrimônio Imaterial", do IPAC, para uma ação coletiva de salvaguarda, realizando documentário, portal virtual, plano planialtimétrico, publicação impressa e plano de salvaguarda.

## Gaiaku
- Luiza Franquelina da Rocha (1952 a 2005) – fundadora[2]
- Regina Maria da Rocha (desde 2007)[2]